# Действие за национальное освобождение
«Действие за национальное освобождение» (порт. Ação Libertadora Nacional — ALN) — бразильская подпольная военно-политическая революционная организация. Создана в конце 1967 года в ответ на репрессии, развёрнутые военной хунтой Бразилии после государственного переворота 1964 года. В 1969—1970 годах почти полностью уничтожена в ходе спецопераций, направленных на уничтожение сопротивления военной хунте.
Основные цели ALN:
- Свержение военной диктатуры;
- Захват власти народными массами;
- Создание революционного правительства.

Основным методом для достижения целей была избрана городская герилья — партизанская вооружённая борьба в городских условиях.
В 1968—1969 годах бойцы «Действия за национальное освобождение» проводят ряд боевых операций. В основном это экспроприации банков, нападения на полицейские участки, взрывы бомб в государственных учреждениях, покушения на представителей власти, организации побегов заключённых товарищей. Захват Чарльза Элбрика, посла США в Бразилии, осуществлённый ALN совместно с MR-8 с целью освобождения 15 заключённых революционеров — наиболее известная акция ALN. В результате власти Бразилии согласились на обмен, и 15 заключённых были выпущены на свободу и вылетели в Мексику, а посол в целости и сохранности вернулся в США.
В ноябре 1969 года был застрелен один из руководителей движения — Карлус Маригелла. Спустя пару недель в тюрьме, не выдержав жестоких пыток, скончался ещё один видный руководитель ALN — Марио Алвес. Второй после Маригеллы лидер «Действия за национальное освобождение», Жоаким Феррейра, был похищен переодетыми полицейскими в одном из пригородов Сан-Паулу и, после длительных мучений, убит выстрелом в затылок, в самом начале 1970 года.
В 1970 году руководство организации приняло решение перейти к партизанской войне в сельской местности и создать «очаг партизанского движения» в долине Рибейра, в глухой местности в 100 км от Сан-Паулу. С этой целью в долину Рибейро были направлены 17 «герильерос», общее руководство операцией осуществлял Карлус Ламарка. Однако операция потерпела неудачу: активисты не были подготовлены к жизни и деятельности в условиях бразильской сельвы (в результате, нескольким активистам пришлось разрешить вернуться в Сан-Паулу); местное крестьянское население опасалось репрессий и не решалось вступать в контакты с партизанами, а тем более — оказывать им помощь, в ряде случаев местные жители доносили на них властям. Вскоре местонахождение группы было обнаружено и она была разгромлена правительственными силами.